# Parobisium petilum
Espèce
Parobisium petilum est une espèce de pseudoscorpions de la famille des Neobisiidae.

## Distribution
Cette espèce est endémique de Californie aux États-Unis. Elle se rencontre dans le comté de Shasta dans une grotte.

## Publication originale
- Harvey & Cullen, 2020 : « A remarkable new troglobitic Parobisium (Pseudoscorpiones: Neobisiidae) from California. » Arachnology, vol. 18, no 6, p. 591-596.